# Martyrs
Martyrs ist ein französischer Horrorfilm aus dem Jahr 2008. Im Kino lief er in Deutschland bisher nur auf dem Fantasy Filmfest am 19. August 2008. Eine Veröffentlichung in Deutschland auf DVD fand am 1. April 2009 für den Videotheken-Verleih statt. Eine Veröffentlichung auf Blu-ray oder als Kaufmedium gibt es in Deutschland nicht, sie sind jedoch in Österreich erhältlich. Die deutschen Rechte liegen bei Autobahn, einem Sublabel von Senator Entertainment.

## Handlung
Im Jahr 1971 wird ein Mädchen namens Lucie in der Nähe eines Industriegebietes von der Polizei aufgelesen. Sie wurde, wie man in einer eingespielten Tatortbegehung sieht, in einem kleinen Raum mehrere Jahre lang festgehalten, konnte jedoch fliehen. Allerdings ist sie verstört und stark in sich gekehrt, sodass sie keine genaueren Angaben zu ihren Erlebnissen macht. Sie redet nur mit ihrer Freundin Anna, mit der sie zusammen in einem Waisenhaus aufwächst.
Fünfzehn Jahre später glaubt Lucie, ihre Peiniger in einem Zeitungsartikel wiedererkannt zu haben und sucht das Haus auf, in dem die Familie wohnt. Sie erschießt die vierköpfige Familie mit einer Schrotflinte. Danach ruft Lucie ihre Freundin Anna an, die Lucies Anruf bereits erwartet. Lucie sollte die Familie an sich nur beobachten und sich Klarheit darüber verschaffen, ob es sich um die richtige Familie handelt. Durch einen Rückblick, eine Erinnerung Lucies, wird klar, dass die Mutter der Familie sie geschlagen und im Industriegebiet festgehalten hatte. Anna lässt sich die Adresse geben, doch als sie im Wald vor dem Haus ist, läuft ihr die verletzte Lucie in die Arme, die – in ihrer Halluzination – von einer grotesken, abgemagerten und stark entstellten weiblichen Gestalt angegriffen wird, die sie für eine Frau hält, die sie während ihrer Flucht gesehen, aber der sie nicht geholfen hat.
Als Anna die Leichen in ein Erdloch im Garten wirft, fällt ihr auf, dass die Mutter Gabrielle schwer verletzt überlebt hat. Anna versucht daher, ihr zur Flucht zu verhelfen. Lucie sieht das und erschlägt Gabrielle mit einem Hammer, da sie für einen Großteil ihres erlittenen Leids verantwortlich ist. Als das ihre Halluzination dennoch nicht beruhigt, schneidet sich Lucie die Kehle durch.
Anna findet am nächsten Tag zufällig einen geheimen Gang im Haus, der in ein unterirdisches Kellergefängnis führt, wo eine stark unterernährte und mit vielen Schnitten übersäte Frau im Dunkeln sitzt, die genau wie einst Lucie von den ehemaligen Bewohnern des Hauses gefangen gehalten wurde. Sie bringt sie nach oben, badet sie und entfernt das Metallkonstrukt, das die Augen bedeckt und mit Krampen in den Kopf genagelt wurde. Anschließend schläft Anna ein, neben der auf der Couch liegenden toten Lucie kauernd, die sie zuvor mitfühlend umarmt hat.
Sie wacht am nächsten Tag wieder auf, weil die gerettete Frau stöhnende Geräusche macht, als sie versucht, sich das Handgelenk zu zerschneiden. Als Anna sie davon abhalten will, wird die Frau von der Anführerin einer schwarzgekleideten, bewaffneten Truppe erschossen, die plötzlich das Haus stürmt und Anna in das Kellergefängnis bringt.
Im Kellergang werden ein kleiner Tisch und zwei Stühle aufgestellt, und nachdem sie gezwungen wurde, sich zu setzen, erscheint eine ältere, exzentrisch anmutende Dame, die Anna erklärt, dass Lucie ein „Opfer“ gewesen sei, das damals nur entwischte, weil die Organisation noch zu unorganisiert gewesen sei. Die Opfer werden eingesperrt, erleben ein Trauma und sehen Dinge in ihrer Fantasie, wie Lucie eine Tote, die ihr Schmerz zufügen wollte, oder Schaben, die über einen krabbeln, wie die Frau, die Anna gefunden hat. In einem kleinen Album zeigt die ältere Frau Anna Fotografien von jungen Frauen, darunter ein Lingchi-Opfer aus dem frühen 20. Jahrhundert, die in Folge schwerer Verletzungen, Krankheiten oder Folter an der Schwelle zwischen Leben und Tod stehen und „transzendieren“. Die Dame weist Anna an, in die Augen dieser Frauen zu schauen, welche sie als Märtyrer bezeichnet. Sie erklärt, dass Märtyrer nichts mit Religion zu tun haben, sondern dass diese Menschen besonders seien und keine Opfer, aus denen die Welt ansonsten nur noch bestehe; dass sie es sogar mit Kindern versucht hätten, sich aber junge Frauen am ehesten zugänglich für die seelische Transformation eines authentischen Martyriums erwiesen hätten. Jene von selbstloser Natur, die – einmal gebrochen – durch völlige Selbstaufgabe jedes Leiden gleichgültig über sich ergehen lassen, bis ihre Seele an einem gewissen Punkt den Körper verlässt und das Jenseits betritt, obwohl ihr Körper noch am Leben ist. Wenn man also in der Lage wäre, eine solche Person aus diesem Zustand wieder zurückzuholen, wäre es ihr möglich, vom Leben nach dem Tod zu berichten.
Nachdem die Frau wieder geht, wird Anna betäubt.
Anschließend wird in schnellen Zeitsprüngen Annas „Vorbereitung“ auf ihre Begegnung mit dem Tod gezeigt, bei der sie angekettet in dem leeren, abgeschotteten und recht dunklen Raum von den neuen Bewohnern des Hauses schrittweise kahlgeschoren, zwangsernährt und immer wieder bis zur Bewusstlosigkeit geschlagen wird. Während der Übergriffe sprechen die Peiniger kein Wort mit Anna. Die Erinnerung an Lucie, die ihr sagt, wie sie denkt, dass Angst weggeht, lässt sie furchtlos werden. Nachdem sie schließlich mental wie körperlich gebrochen ist, wird sie bei lebendigem Leib gehäutet. Sie überlebt die Prozedur und hat daraufhin tatsächlich eine Vision und verkündet mit letzter Kraft der herbeigerufenen älteren Frau ihre Eindrücke in einem für den Zuschauer unhörbaren Flüstern.
Die Mitglieder der Organisation, die diese Experimente macht, treffen daraufhin aus vielen Ländern im Haus ein, um zu erfahren, was Anna gesehen hat, da sie von den vier Überlebenden die bisher erste ist, die ihre Erlebnisse erzählt hat. Während die Leute im Foyer darauf warten, dass ihnen die ältere Frau davon berichtet, klopft ein Mann an die Tür des Badezimmers mit der älteren Frau darin, um sie abzuholen. Nach einem längeren Dialog durch die geschlossene Tür sagt die ältere Frau: „Können Sie sich vorstellen, was nach dem Tod mit uns passiert? Können Sie? Zweifeln Sie!“. Anschließend steckt sie sich einen Revolver in den Mund und drückt ab.
In der letzten Szene ist die lexikalische Definition von Märtyrer zu sehen: nom, adjectif; du grec „marturos“: témoin (in den deutschen Untertiteln: Substantiv; von griech. „marturos“: Zeuge). Abschließend wird noch einmal die verstorbene Anna als Kind gezeigt.

## Kritiken
Wolf Speer von Filmstarts.de nennt den Film einen „der wichtigsten und besten des Jahres“. Er würde „erbitterte Diskussionen auslösen“ und zeige „etwas, das wir garantiert noch nie gesehen haben“.
Janosch Leuffen von Blairwitch.de meint: Martyrs lasse „die Nerven auch nach dem Abspann nicht los“. […] „Die Schlusspointe [werde] selbst [denjenigen], die wie Lucie und Anna bis zum bitteren Ende schmerzhaft durchgehalten haben, den Mund offen stehen lassen.“.

„Der über die Maßen harte Psychothriller lotet die Gewaltgrenzen aus, die in neueren französischen Genrefilmen immer wieder verschoben werden. Trotz gesuchter Schockeffekte eine psychologisch weitgehend durchdachte Studie über Gewalt und ihre verheerenden Folgen.“

## Diskussion in Frankreich
Französische Horrorfilme (bspw. der in Deutschland in seiner gekürzten Fassung beschlagnahmte Inside sowie Frontier(s) oder High Tension) sind in letzter Zeit dafür berühmt geworden, exzessive Gewaltdarstellungen zu bieten. In Frankreich war er ab 18 freigegeben, was bei den meisten Horrorfilmen nicht der Fall ist, da Kinos und das Free-TV die Filme dann nicht zeigen dürfen. Die französische Kulturministerin Christine Albanel ließ daraufhin eine erneute Prüfung durchführen, woraufhin eine Freigabe ab 16 erzielt wurde.

## Wissenswertes
Der Film ist dem italienischen Filmautor und Regisseur Dario Argento gewidmet.
Martyrs wurde im Juli 2012 von der Bundesprüfstelle für jugendgefährdende Medien (BPjM) auf Liste A indiziert. Den meisten dadurch ergehenden Restriktionen unterlag der Film jedoch bereits durch seine Freigabe mit dem SPIO/JK-Siegel „strafrechtlich unbedenklich“, das ihm eine schwere Jugendgefährdung attestiert. Allerdings ist Martyrs von den oben genannten drei Beispielen der einzige Film, der in Deutschland ungekürzt veröffentlicht wurde.
Die Band Paradise Lost adaptierte eine Szene des Films in ihrem Video zu dem Song Faith Divides Us - Death Unites Us vom gleichnamigen Album aus dem Jahre 2009 und nahm auch in dessen Text eindeutig Bezug.

## Neuverfilmung
Der deutsche Filmemacher Daniel Stamm verkündete 2011, eine US-amerikanische Neuverfilmung drehen zu wollen, unter der Leitung von Temple Hill und Morgan White. Mark L. Smith schrieb das Originaldrehbuch von Pascal Laugier um. Der Film wurde schließlich von Kevin und Michael Goetz inszeniert und wurde im Oktober 2015 auf verschiedenen Filmfestivals gezeigt.